# Torralba de Ribota
Torralba de Ribota es un municipio y localidad española de la provincia de Zaragoza, en la comunidad autónoma de Aragón. El término municipal, ubicado en la comarca de la Comunidad de Calatayud, tiene una población de 169 habitantes (INE 2024).

## Toponimia
Torralba debe su nombre sin duda a la conjunción en latín de Turris y Alba (Torre Blanca) que derivó en el actual topónimo.
En nuestros días aun se puede admirar la torre en piedra de color blanco a la que se le añadió hace unas décadas un tejado que disimuló las antiguas almenas. La referencia a Ribota viene dada por el río Ribota, de escaso régimen pluvial que discurre a una cierta distancia del casco urbano (1,5 km). El pueblo se halla enclavado en un pequeño cerro redondeado a una altitud de 625 m sobre el nivel del mar y se extiende sobre 32,9 km².

## Geografía
Integrado en la comarca de Comunidad de Calatayud, se sitúa a 90 kilómetros de Zaragoza. El término municipal está atravesado por la carretera nacional N-234, entre los pK 269 y 271. 
El relieve del municipio está definido por la sierra de la Virgen al norte y el valle de la rambla de Ribota al sur, contando además con algunos barrancos, como el del Monte o el de la Cañada, que canalizan las aguas que descienden de la sierra. En el extremo sur se encuentran las primeras elevaciones de la sierra de Armantes. La altitud oscila entre los 1144 metros al norte, en la sierra de la Virgen, y los 580 metros a orillas de la rambla. El pueblo se alza a 648 metros sobre el nivel del mar. 
| Noroeste: Aniñón               | Norte: Aniñón y Viver de la Sierra | Nordeste: Viver de la Sierra |
| Oeste: Cervera de la Cañada    |                                    | Este: Calatayud              |
| Suroeste: Cervera de la Cañada | Sur: Calatayud                     | Sureste: Calatayud           |

## Historia
Hacia mediados del siglo XIX, el lugar tenía contabilizada una población de 340 habitantes. La localidad aparece descrita en el decimoquinto volumen del Diccionario geográfico-estadístico-histórico de España y sus posesiones de Ultramar de Pascual Madoz de la siguiente manera:

TORRALBA DE RIBOTA: l. con ayunt. de la prov. y aud. terr. de Zaragoza (14 leg.), c. g. dé Aragon, part. jud. de Calatayud (1), dióc. de Tarazona (14). sit. á la izq. del r. Clares; le baten con frecuencia los vientos del N. y E., gozando de un clima templado y sano. Tiene 70 casas inclusas la del ayunt. y cárcel; escuela de niños á la que concurren 20, dotada con 1,300 rs.; igl. parr. (San Félix Mártir) servida por 6 beneficiados que componen el cap. ecl.; 3 ermitas dedicadas á Ntra. Sra. de la Cigüela, á San Sebastian y San Jorge, sostenidas por los vec., y un cementerio próximo á la parr. Los vec. se surten de una abundante fuente que hay á 200 pasos de la pobl. de muy buena calidad. Confina el térm. por N. con Aniñon; E. Embid; S. Terrer, y O. Cervera: su estension es de una leg. en todas direcciones, y comprende una corta porcion de monte llamado la Dehesilla sit. al N. con chaparros y coscojos, y diferentes cerros con pastos. El terreno es de mediana calidad; participa de secano en su mayor parte, y de regadío que fertilizan las escasas aguas del r. Ribota y de un arroyo que nace en Viver. caminos: la carretera de Soria á Calatayud en mal estado. El correo se recibe de este último punto por balijero dos veces á la semana. prod.: trigo, cebada, vino, cánamo y legumbres; mantiene ganado lanar, y hay caza de conejos y perdices. ind.: la agrícola, un molino harinero, 2 fáb. de aguardiente y 3 tiendas abaceria. pobl.: 72 vec., 340 alm. cap. prod.: 1.051,204 rs. imp.: 66,217. contr.: 13,582.
(Madoz, 1849, p. 59)

## Demografía
Torralba de Ribota cuenta con una población de 169 habitantes (INE 2024).
| Gráfica de evolución demográfica de Torralba de Ribota entre 1842 y 2023                                                                                      |
| |
| Población de derecho según los censos de población del INE Población de hecho según los censos de población del INEEn este censo se denominaba Torralba: 1842 |

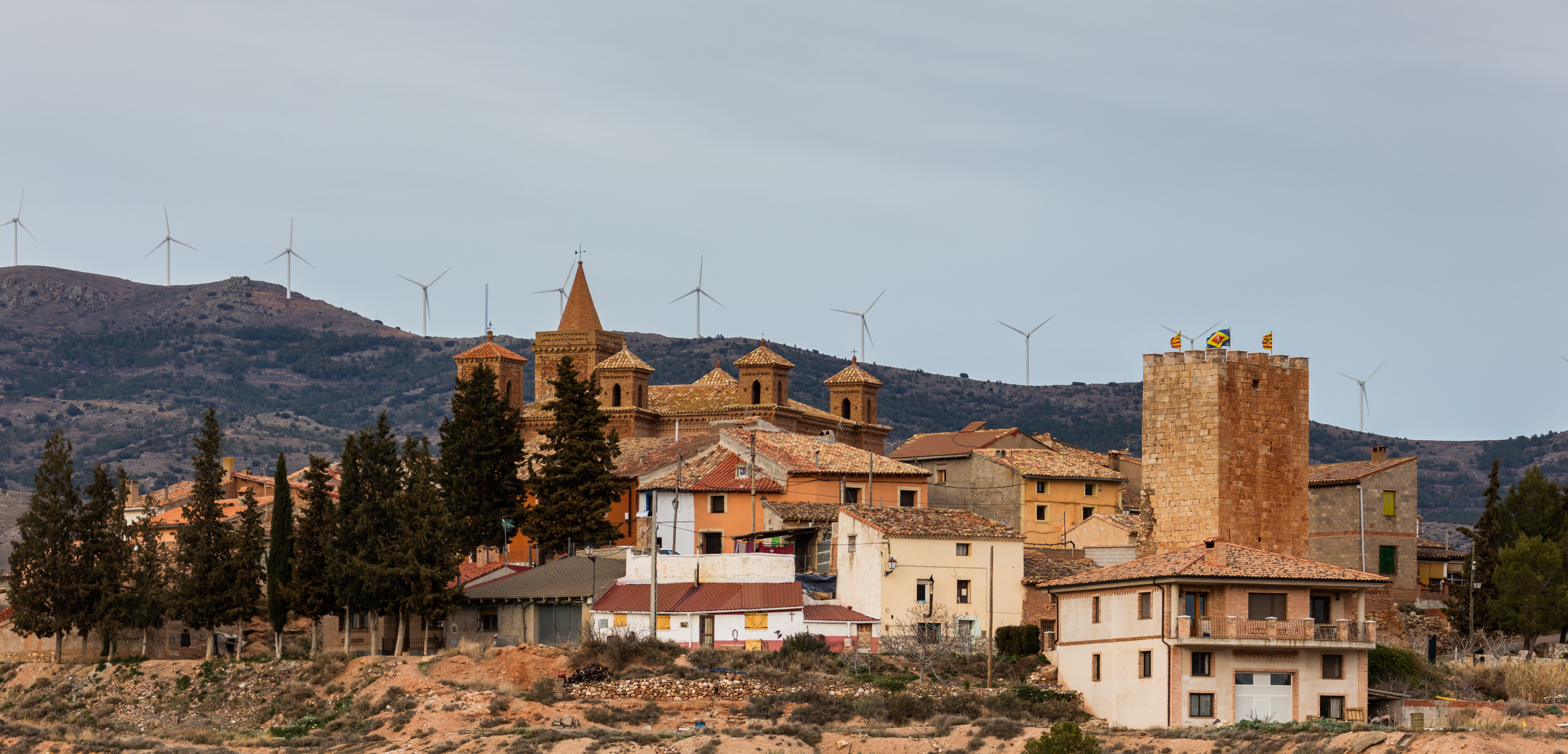
Vista de la localidad

Eminentemente rural. Pirámide de distribución con claro predominio de la tercera edad. En la segunda mitad del siglo XX se aceleró el proceso de despoblación, hecho que comparte con otros pueblos de la región. La mayor parte de la gente se desplazó a las localidades de Calatayud, Zaragoza, Madrid o Barcelona.

## Economía
Cultivos principales propios de una agricultura de secano en clima semicontinental que alterna con agricultura de regadío y huerta en varias zonas nutridas por el agua del Pantano de la Hoz (1916)

## Administración y política
| Período    | Alcalde                  | Partido |  |
| ---------- | ------------------------ | ------- |  |
| 1979-1983  | César Gracia Aznar       | UCD     |  |
| 1983-1987  |                          |         |  |
| 1987-1991  |                          |         |  |
| 1991-1995  |                          |         |  |
| 1995-1999  |                          |         |  |
| 1999-2003  |                          |         |  |
| 2003-2007  |                          |         |  |
| 2007-2011  | Alfonso Puertas Cantería | PSOE    |  |
| 2011-2015] | Alfonso Puertas Cantería | PSOE    |  |
| 2015-2019  | Alfonso Puertas Cantería | PSOE    |  |
| 2019-2023  | Alfonso Puertas Cantería | PSOE    |  |
| 2023-2024  | Diego Percebal Marco     | PSOE    |  |

| Partido político    | Partido político                                   | 2003   | 2007   | 2011   | 2015   | 2019   | 2023   |
| Partido político    | Partido político                                   | Ediles | Ediles | Ediles | Ediles | Ediles | Ediles |
|                     | Partido de los Socialistas de Aragón (PSOE-Aragón) | 2      | 3      | 2      | 3      | 3      | 2      |
|                     | Chunta Aragonesista (CHA)                          | 0      | 1      | 2      | 1      | 1      | 3      |
|                     | Partido Popular de Aragón (PP)                     | 3      | 1      | 1      | 1      | 1      | —      |
|                     | Partido Aragonés (PAR)                             | —      | —      | —      | —      | —      | —      |
| Total de concejales | Total de concejales                                | 5      | 5      | 5      | 5      | 5      | 5      |

## Patrimonio

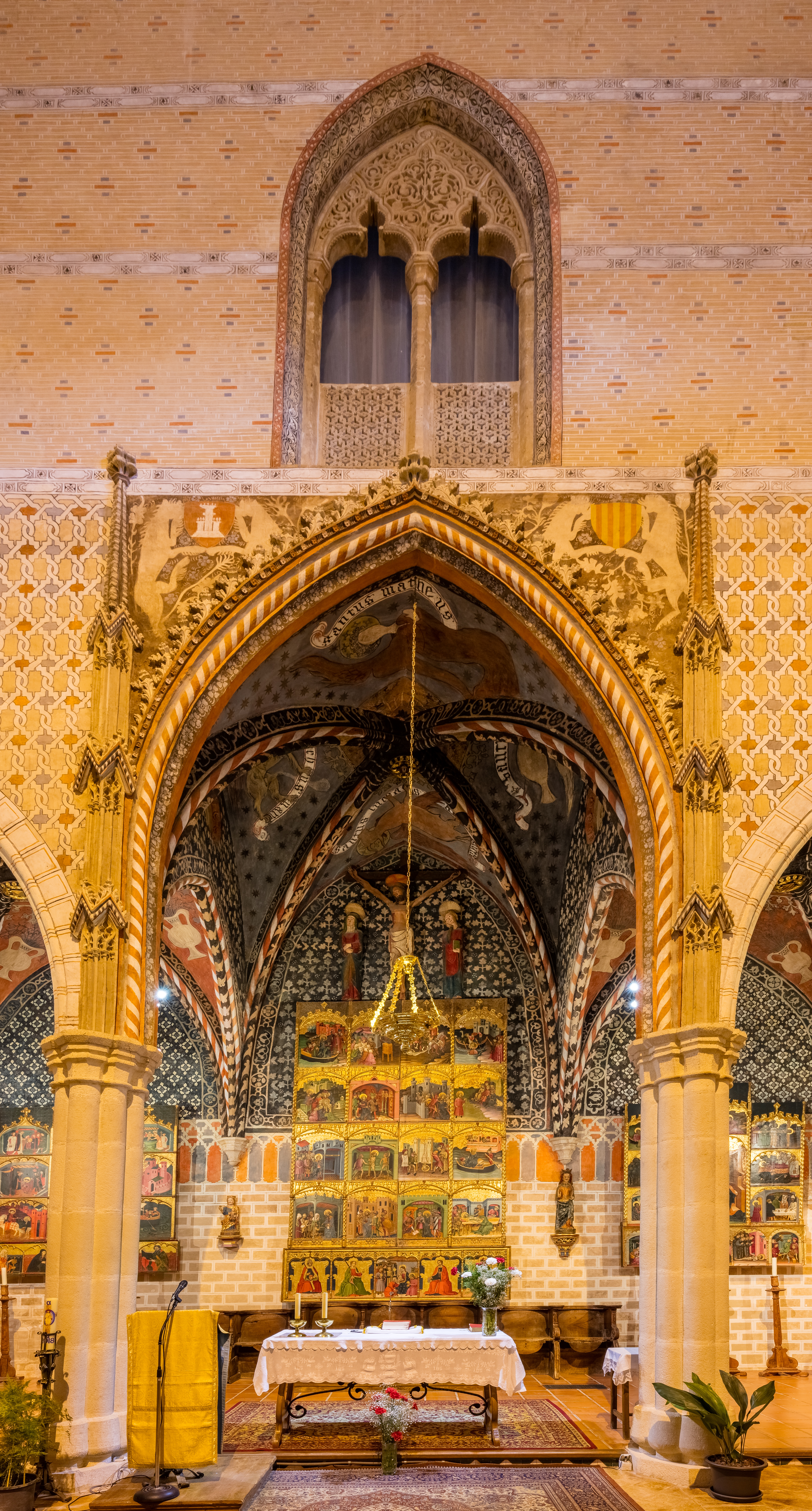
Altar de la iglesia de San Félix.

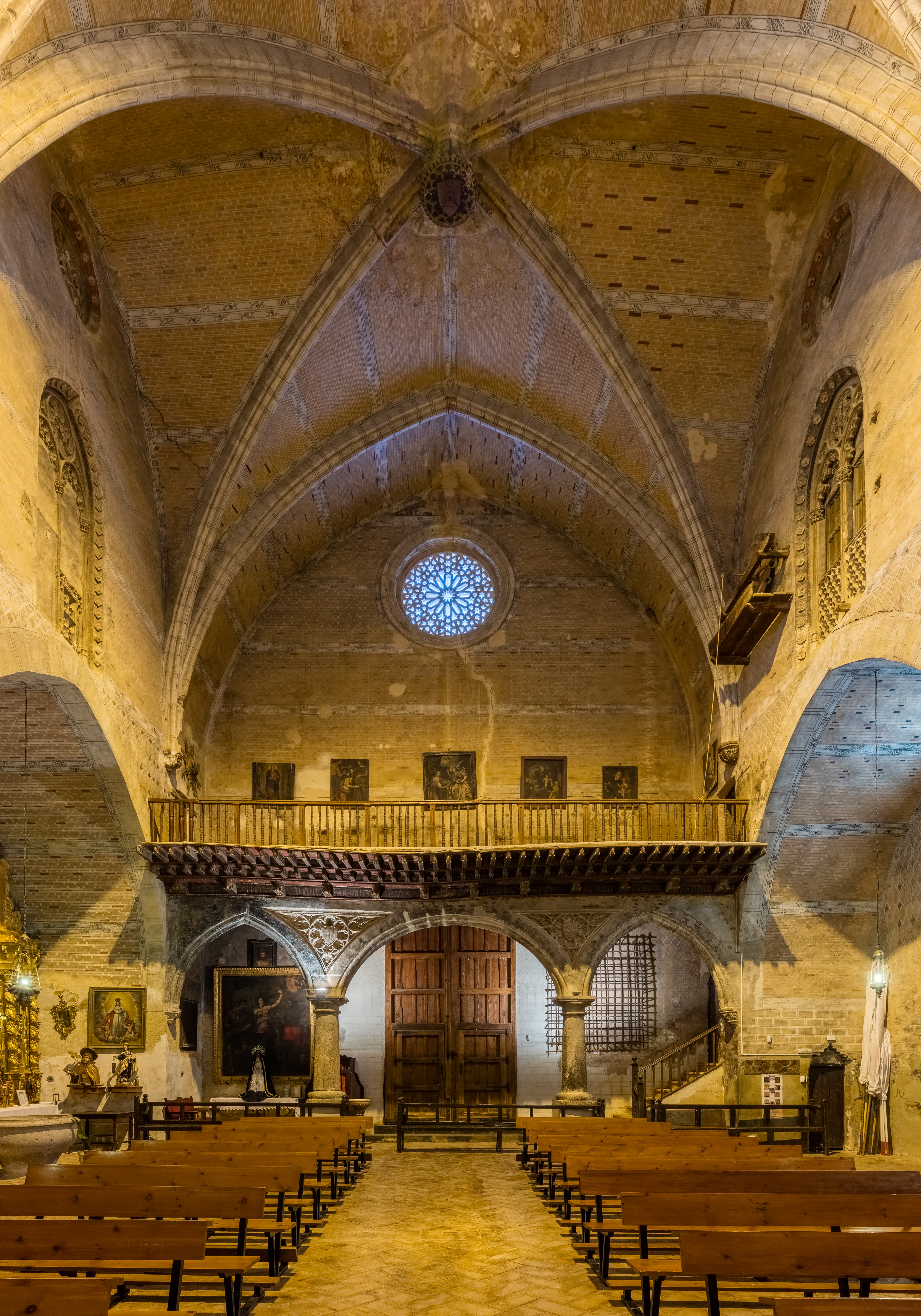
Vista de la iglesia desde el altar.

Torralba de Ribota cuenta con uno de los mejores exponentes del mudéjar aragonés: la iglesia de San Félix Mártir. Se trata de una iglesia fortaleza es de estilo gótica-cisterciense y la obra se construyó entre 1367 y 1420. El arte mudéjar aragonés fue declarado patrimonio de la humanidad por la comisión de Patrimonio Mundial de la Unesco. En la localidad también se encuentra la Torre Alba.

## Fiestas destacadas
Dos romerías una a la ermita de San Sebastián (20 de enero) y otra a la ermita de la Virgen de Cigüela, junto a la sierra de Armantes (25 de marzo). Las fiestas mayores se celebran en honor del patrón San Félix (1 de agosto) y se prolongan a lo largo de varios días.